# Sinomegoura coffeae
Sinomegoura coffeae är en insektsart. Sinomegoura coffeae ingår i släktet Sinomegoura och familjen långrörsbladlöss. Inga underarter finns listade i Catalogue of Life.